# Malephora crocea
Maléphora safrané, Ficoïde safranée
Espèce
Le Maléphora safrané ou Ficoïde safranée (Malephora crocea) est une espèce de plantes de la famille des Aizoacées, originaire d'Afrique du Sud.